# Вакцина TABte
Вакцина TABte — хімічна, адсорбована на гелі окису алюмінію тифо-паратифозно-правцева вакцина. Вона складається з повних антигенів сальмонел черевного тифу, паратифів А та В і правцевого анатоксину. Має на сьогодні обмежене використання.
Використовують для профілактики:
- черевного тифу
- паратифів A та B
- правця

| Медицина | Це незавершена стаття з медицини. Ви можете допомогти проєкту, виправивши або дописавши її. |